# Aspectos naturais
Aspectos naturais (AO 1990: aspectos naturais ou aspetos naturais) é uma expressão utilizada dentro da área ambiental e de outras ciências naturais para se referir aos fatores abióticos e bióticos que caracterizam determinado ambiente, influenciando-o positivamente ou negativamente, tais como o ar, a água, a chuva, a neve a temperatura, o vento, a umidade, a pressão atmosférica, os tipos de solo e os seres vivos que o habitam.
Alguns estudiosos e educadores afirmam que os aspectos naturais, somados aos aspectos socioculturais, constituem o conjunto formador do ambiente.